# Abacetus belli
Abacetus belli là một loài bọ chân chạy thuộc phân họ Pterostichinae. Loài này được Herbert Edward Andrewes mô tả lần đầu năm 1942.